# 常陸台地
常陸台地（ひたちだいち）は、茨城県中央部に大きく広がる洪積台地。東西50 km、南北60 kmの面積を持つ。那珂、東茨城、鹿島、行方、新治、稲敷の各台地は、いずれも常陸台地に属する。結城台地などは、この台地の一部である。
なお、利根川を挟んで南側にある「下総台地」と併せて常総台地と呼ばれる。関東平野にある台地であることもあり、下総台地と同様に関東ローム層が堆積している。台地を構成する下総層群については、成田層群とよばれるものなどが知られているが、これまで房総半島の模式層序との対比が確立されていなかった。常総粘土層は、常総台地の関東ローム層下に見られる。なお、この台地名は、地名として使用されることは比較的少ない。筑波研究学園都市などは、常陸台地上にある。

## 常陸台地に属する下位の台地群

### 那珂台地
常陸台地の北部に位置し、西は那珂市の鷲子山塊（とりのこ さんかい）系の所貫丘陵（ところぬき きゅうりょう）の南縁から、東海村、ひたちなか市までの久慈川と那珂川の下流部に挟まれた台地。面積は常陸台地内でも大きい部類で、東側が南北約17 km、西側が2 kmと北西部に移行するに従い狭くなる。常陸大宮市大宮地区付近の標高約40 mから南東に緩やかに傾いて太平洋岸まで達し、ひたちなか市東部で約30 mと平坦な地形を成す。台地上に大きな河川は無く、南東部に樹枝状の浅い浸食谷があり、東部の東海村付近の海岸は砂丘の発達が著しい。台地本体は下末吉面（しもすえよしめん）であり、約12 - 13万年前の下末吉海進時に堆積した海成の砂層によって構成され、表面を厚さ4 m程の鹿沼軽石層を含む関東ローム層に覆われている。
集落は、常磐線や国道に沿って集中し、台地東部のひたちなか市や中部の那珂市では水戸市街地の拡大に伴い宅地化が進む。大部分は畑に利用されているが、もともと乏水性の土地であったため、ひたちなか市はサツマイモの産地として知られており、河川の支流の浅い谷は水田に利用される。

### 東茨城台地
茨城県中央部の那珂川低地以南にあり、恋瀬川低地以北にある台地。大きさは南北30 km、東西25 kmほどあり、水戸市から笠間市友部地区・岩間地区、小美玉市、石岡市東部にわたり、鹿島台地・行方台地につづく。千波湖近くを流れる桜川、涸沼に注ぐ涸沼川、その南の巴川と園部川によって更に4つの台地に分かれ、園部川と巴川に挟まれた台地を東茨城南部台地、那珂川と涸沼に挟まれた台地を東茨城北部台地、その中間にある台地を東茨城中部台地と呼び、恋瀬川と園部川に挟まれた台地を石岡台地と呼ぶ。また、那珂川と桜川に挟まれた水戸市街へ細長く東へ延びる部分は、上市台地とも呼ばれる。台地面は、それらの河川の支谷によって更に樹枝状に刻まれており、台地面は狭く限られており、谷頭に谷田（やつだ）が開田されている。標高は、台地西縁の筑波山麓が40 - 55 m、台地中央付近が26 - 28 m、ここから東部に移るに従って高くなり台地東縁で30 m以上となる。
台地上の陸前浜街道（国道6号）に沿って宿場町が発展し、常陸国府のあった石岡市や、城下町を起源とする県庁所在地の水戸市周辺の市街地が発展している。主に陸稲、麦やクリ・ナシなどの果樹栽培が盛んで、乳牛、養豚、養鶏など畜産も行われている。

### 鹿島台地
茨城県南東端に位置し、東西は狭く南北に細長い鉾田市南部から鹿嶋市に分布する台地。北は涸沼と涸沼川・那珂川の沖積低地、東は鹿島灘に面し、西は巴川・北浦・利根川下流により隔てられ、南南東へ半島状に細長く延び、南部は鹿嶋市木滝付近で段丘崖となり鹿島砂丘に続く。標高は30 - 40 m程で北から南に従ってしだいに高く、東西断面は東側が高く、西へ緩傾斜している。東西両側とも断崖浸食がみられ、東側は急傾斜の海食崖で単調であるのに対し、北浦側の浸食谷は樹枝状に発達し、台地縁辺は平面的に鋸状の形状をしている。海洋性の温暖な気候で、年平均気温は水戸市よりも1℃前後高く、初霜も20日前後遅い。
台地面は関東ローム層に覆われた波上起伏の洪積台地で、主に畑地と平地林に利用されており、砂質土壌のため耐干性作物のサツマイモや、スイカやメロンなどの施設園芸・野菜作りが盛んである。南部は、鹿島臨海工業地帯にも近く、国道51号・国道124号沿線の都市化が進んでいる。

### 行方台地
茨城県南東部に位置し、東の北浦と西の霞ヶ浦（西浦）に挟まれて、北部は巴川と園部川の低地を境界に東茨城台地と連続する台地。行方市から潮来市にかけて半島状に南北に延び、南北に約30 kmにおよぶ。幅は北部11 km前後、南端で5 km前後ある。
台地面の標高は、北部の行方市で約30 m - 35 m前後、南部の潮来市で約30 mと南北での変化が少なく、北浦側が高く西浦側に向かい緩傾斜する。洪積台地で表面を関東ローム層に覆われており、東側に山田川・武田川など河川の影響で南東方向の規則的な配列をした楔状の浸食谷が多く発達し、北浦西岸に湖岸低地を形成している。霞ヶ浦（西浦）沿岸は、狭長な湖岸低地が帯状に延び、小さな浸食谷を利用した溜池が多くみられる。台地北部には、百里原（ひゃくりがはら）・武蔵野原の広い平地面が発達し、南部ほど樹枝状の開析谷が交錯している。
平地林と畑地がほとんどを占め、近郊農業が行われており、主に、ミツバ、セリ、ゴボウ、ハクサイの栽培が中心である。鹿島臨海工業地帯建設とともに宅地造成とゴルフ場開発が進み、国道51号や国道355号など道路沿いに集落が分布する。

### 新治台地
茨城県中央部、筑波山塊南端と東茨城台地の南西部に連なる台地。南北約14 km、東西約22 kmの規模で、かすみがうら市と土浦市北部、石岡市西部の一部分にまたがる。恋瀬川と桜川の両低地にはさまれ、霞ヶ浦（西浦）の高浜入と土浦入の間で半島状に突出する。
標高は、桜川左岸で30 - 32 m、北部で25 - 26 m、南部で22 - 26 m あり筑波山麓から霞ヶ浦に向かって緩傾斜する。表面はほぼ平坦であるが、ところどころに波状の起伏を呈する。東方に向かうに従い、台地縁辺部に天の川・一の瀬川・菱木川に沿って樹枝状谷に開析された霞ヶ浦湖岸台地が発達する。
集落は、恋瀬川、桜川などの低地に沿う台地崖端に分布し、国道6号（旧水戸街道）に沿って宿場町がある。畑地・果樹園・平地林が多く、特にクリ・ナシの全国的な生産地である。常磐線神立駅周辺は、工業団地が形成されている。

### 筑波・稲敷台地
茨城県南地域の中央部の桜川低地と小貝川低地の間に位置し、北西から南東方向に扇形に延び、東は霞ヶ浦、南は利根川下流低地を限度とする台地。つくば市・牛久市・阿見町・美浦村・稲敷市北部に広がる。標高はつくば市北部で27 - 29 m、牛久市で約25 mと比較的平坦であり、利根川・小貝川低地との比高は10 - 15 mの急斜面で接する。表層は厚さ約2 - 3 mの関東ローム層で覆われ、その下に常総粘土層、砂れき層、成田層の順で見られる。台地面は、いずれも北西 - 南東方向の小野川とその支谷の浸食を受けて開析され、下流部には牛久沼をはじめ沼沢地があって灌漑水源となり、一部は干拓して水田化されている。畑地と平地林が大部分を占めており、畑作農業が中心である。
かつて落花生、サツマイモ、小麦などの栽培が中心の純農村地帯であったが、筑波研究学園都市の立地を契機に都市化が著しく進み、工業団地、ゴルフ場、新興住宅地が造成され、常磐線や国道6号、つくばエクスプレス沿線地域は首都圏の一角として発展している。

### 真壁台地
茨城県西部の筑波山塊の西に位置し、山麓を南流する桜川の桜川低地と鬼怒川低地に東西を挟まれた台地。桜川市西部、筑西市、南は下妻市におよび、北は鶏足山塊（けいそくさんかい）に接し、南部は筑波・稲敷台地に続く。
標高は、約30 - 45 m程で全体的に北東から南西へと傾斜している。東部の桜川低地との比高は約10 - 15 mの急崖で接し、西部の小貝川低地と緩斜面で接する。表面を厚さ1 mの関東ローム層に覆われた河成の段丘礫から構成される。畑地と平地林が多く、キュウリ、トマトなどの野菜やナシ等の果実の栽培が盛んである。
交通は、北部は水戸線や北関東自動車道が東西を走り、筑波研究学園都市へ通じる県道が南北に走っている。

### 結城台地
茨城県西部を流れる鬼怒川と飯沼川の間に挟まれ、北西から南東に延びる台地。北の結城市から南の常総市西部の台地末端までその長さが30 kmに及ぶ。標高は北部で約40 m、南部は約20 mで、南部に向かって緩傾斜し、南部の沖積低地との比高は約1 mと小さく、台地の開析はあまり進んでいない。表面を厚さ約3 mの関東ローム層が覆い、ローム層中に鹿沼軽石層を含む。
主に畑地に利用され、地下水面が深いため樹木栽培に適し古くは桑畑を中心に養蚕業が行われてきた地域である。交通は、北部をJR水戸線と国道50号が横切り、南北を常総バイパスが走っており、北部地域は小山市を中心とする工業衛星都市の影響で工業化が進んでいる。

### 猿島・北相馬台地
茨城県の南西部に位置し、利根川左岸を北西端の古河市から坂東市・守谷市・取手市、南東端部は利根町北部に延びる台地。台地面を飯沼川・鬼怒川・小貝川の各下流が横断して分断されており、複雑な形を成している。関東構造盆地の中心部に近いため、その中心に最も近い古河市が標高約15 mと低く、南東方向に移行するに従って高くなり、取手で標高22 m前後、利根町で標高約24 mとなる。
表層は厚さ約3 mの関東ローム層に覆われ、主に畑地や平地林に利用されている。古河市から坂東市にかけてはさしま茶の産地で、他には葉タバコやハクサイの栽培も盛んで、主に東京方面へ出荷する近郊農業が行われており、戦後に建設された芽吹大橋や境大橋の開通によって、東京市場との結びつきが強い地域となった。